# Колоніальна політика
Колоніа́льна полі́тика — діяльність держави, економічно та політично більш розвиненої, спрямована на включення до кола свого впливу та остаточне підкорення іншої держави, менш сильної, або ж народів, що знаходяться на нижчому щаблі розвитку і, часто, ще не завершили державного оформлення, а також утримання держави чи народу у своїх руках.
Колоніальна політика — це політика поневолення і експлуатації за допомогою військового, політичного та економічного примусу народів, країн або територій переважно з іншонаціональним населенням, часто економічно менш розвинених.
Колоніальна політика від самого початку була пов'язана із війнами. Торговельні війни XVII та XVIII ст. велися колоніальними імперіями за колоніальні та торгові переваги. Ці війни супроводжувалися грабіжницькими нападами на чужі колоніальні володіння, а також розвитком піратства.
Впертість та жорстокість, із якими велися колоніальні війни, обумовлювалися намаганням кожної із держав-суперниць монополізувати у своїх руках грабунок залежних держав, а з іншого боку, винятковим значенням колоніальних ринків, що їх, як правило, вдавалося закрити від сторонньої конкуренції. Крім того, для колоній торгівля завжди була нееквівалентною і прибутковість її для метрополії зростала із поступом технічного прогресу. До того ж, колонізатори часто отримували продукцію колоніальних країн задарма, шляхом прямого грабунку. У часи розвитку мануфактурного капіталізму, власне, вирішувалося питання, котра із колоніальних держав завоює торговельну, морську і колоніальну гегемонію і тим забезпечить найсприятливіші умови для розвитку власної промисловості.

## Колоніальна політика у давні часи

Розвиток колоніальних імперій від 1492 до 2008

## Колоніальна політика європейських країн в епоху розвитку торговельного капіталу
Одним із найважливіших джерел накопичення капіталу для колоніальних держав було пограбування колоніальних країн Азії, Африки, Америки. Накопичені кошти являли собою той капітал, що сприяв зародженню та розвитку великої капіталістичної промисловості.
Першими виступають на арену світової колоніальної політики іспанці та португальці. На початку 16 ст. португальці захоплюють Бразилію, закріплюються на Молуккських островах, на Цейлоні, добираються до Ост-Індії, Китаю, де захоплюють Макао. Іспанці закріплюються на Антильських островах, у Мексиці (1521), в Перу (1531). Їхня політика зводиться до винищення тубільного населення та експлуатації негрів, що вони їх завозять із Африки.
Колоніальна перевага цих країн була недовгою. Їм на зміну приходять Голландія, Франція та Англія.
Голландці витісняють португальців із Молуккських островів, Цейлона та Малакки (1601—1658), починають виштовхувати їх із Індії, захоплюють на якийсь-то час Бразилію і колонізують узбережжя Північної Америки. Вони засновують Новий Амстердам (1626). Створюють перші колоніальні компанії.
Початок Французької колонізації припадає на 16 ст. У 17 ст. французи захоплюють Канаду (1598—1608), Луїзіану, кілька Вест-Індських островів, проникають в Індію та Африку. Проте їх колоніальні успіхи виявилися короткочасними.
На колоніальну арену виходить Англія і швидко перетворюється в потужну колоніальну державу.
Поза колоніальною системою у XVII—XVIII ст. залишалися іще значна частина держав Сходу: Китай, Японія, Іран, Туреччина, держави Середньої Азії.
Елементи капіталістичного способу виробництва, що зароджувалися у країнах Сходу, були ще недостатньо розвинуті, порівняно із європейськими країнами, на той час, коли вони у результаті колонізації втратили можливість самостійного розвитку. Жорстока і відверто грабіжницька колоніальна політика призвела до застійних явищ у економічному розвитку багатьох країн Азії, до занепаду їх віковічної самобутньої цивілізації.
Повстання американських колоній супроти панування Великої Британії завершилося утворення республіканських Північно-американських сполучених штатів.
Володіння Московської держави у Сибіру збільшувалися, на першому етапі, головне шляхом проникнення на нові землі «промислових людей», що шукали землі багаті на хутрового звіра. Слідом йшли військові загони, що будували укріплення — остроги, які ставали центрами колоніальної експлуатації народів Сибіру.

## Колоніальна політика нового часу
- Див. також: Інші статті Середньоазійські володіння Російської імперії

У другій половині 19 ст. йде бурхливий розвиток капіталізму, що переходить до імперіалістичної стадії. До початку 20 ст. майже весь колоніальний світ виявляється поділеним і починаються зіткнення між імперіалістичними державами та їх об'єднаннями.
Для останніх десятиліть 19 ст. властива боротьба за захоплення ще вільних колоніальних територій, гарячково завершується поділ світу. Ні в Африці, ні в Полінезії, ні в Азії, ні в Америці на кінець 19 ст. вже майже не лишається не поділених територій.
У цей час зароджується проблема переділу колоній між найпотужнішими імперіалістичними державами світу. На вирішення цього завдання спрямована зовнішня політика і діяльність дипломатії провідних імперіалістичних держав: Англії, Франції, Німеччини, Росії, Північно-американських Сполучених штатів, Японії. На економічно передові раніше Англію і Францію починають тиснути молоді капіталістичні країни — Німеччина, США, Японія. Услід за європейськими країнами на шлях імперіалізму стає і Російська імперія.
Колоніальна політика усіх цих держав дещо розрізнялася, внаслідок особливостей імперіалізму в них та різної інтенсивності його розвитку.
- Імперіалізм Англії набув переважно колоніального характеру і вирізнявся масштабом вивозу капіталу у велетенські колонії.
- Французький імперіалізм мав лихварський характер, капітали вкладалися у державні позики і почасти вивозились у колонії.
- Німеччина вирізнялася хижацьким різновидом імперіалізму, що обумовлювався пізнішим розвитком капіталізму та наявністю потужного військового апарату мілітаристської Пруської монархії — кістяка новоствореної Німецької імперії.
- Росія на той час була ще капіталістично відсталою країною з військово-феодальним характером імперіалізму і деспотичним характером влади.
- Японський імперіалізм, внаслідок особливостей історії розвитку країни, мав змішаний військово-феодальний та агресивно-мілітаристський характер.

Створення Німецької імперії змінило співвідношення сил у Європі.
Наприкінці 1870-х у політиці держав на перше місце виходить боротьба за колонії.
Захоплення Єгипту Англією, російсько-турецька та англійсько-афганська війни, а також завоювання Туркменістану Росією наприкінці 1870—1880 років загострили англо-французькі та російсько-англійські стосунки. У Середній Азії зіткнулися два зустрічних потоки експансії. І Росія, і Англія вели наступальну політику і при цьому обидві держави стереглися одна одної. Такі ж обставини склалися на Близькому Сході: і Росія, і Англія домагалися переважного впливу у Константинополі і всілякими засобами перешкоджали одна одній у досягненні мети. Росія, прагнучи контролю над протоками, провадила наступальну політику, одночасно ж вона і захищалася, намагаючись запобігти переходу до Англії «ключів від Чорного моря».
Франко-італійське суперництво загострилося після приєднання до Французької імперії Тунісу. Попри відносно мирний характер стосунків між державами у Європі, поза її межами відбувалися безперервні колоніальні експедиції та війни. Врешті-решт вони призвели до кількох міжнародних криз.
Франція намагалася захопити Судан, що мало не призвело до війни із Англією 1898 року. Японія розпочала війну супроти Китаю, що загострило далекосхідну проблему внаслідок одночасних намагань Росії поширити свою далекосхідну експансію на Китай. Її дії викликали загострення відносин також із Англією. У Туреччині зіткнулися інтереси Німеччини, Англії та Росії. Росія намагалася не допустити, щоб на шляху її експансії на Близький Схід та Балкани контроль над протоками перейшов із рук Туреччини до великої держави-суперниці.
У 90-х роках колоніальна політика Німеччини поставила питання про докорінний переділ світу, зачіпаючи, насамперед, колоніальні інтереси Англії. На ґрунті спільної боротьби із Німеччиною у 1904—1907 роках формується троїста Антанта: Англія, Франція, Росія.
На межі 19-20-го століть відбуваються перші війни за переділ колоній та сфер впливу: іспано-американська, англо-бурська, російсько-японська. Виникає конфлікт між Німеччиною, Францією та Англією з приводу Марокко. Австро-Угорщина анексує Боснію та Герцоговину, що мало не призводить до війни із Росією. 1911 року спалахнула війна між Італією і Туреччиною за Триполітанію. У 1912—1913 роках відбуваються Балканські війни.
Із розвитком фінансового капіталу, відповідно до його провідної ролі, змінюються засоби проведення колоніальної політики. Політику держав все частіше проводять у життя міжнародні ділки, фінансові агенти великого масштабу, економічні та політичні агенти-розвідники. Насамперед змінюються методи діяльності у колоніях та фінансово та політично залежних країнах. Звичайними заходами стають фінансовий контроль, концесії, позики, економічна розвідка, нав'язування радників. Поряд із таким мирним проникненням провадиться і підривна робота у формі підготовки повстань, державних переворотів, створення маріонеткових урядів (як, наприклад, створений Радянською Росією у Смоленську, під час війни із Польщею, Тимчасовий Польський Революційний комітет пол. Tymczasowy Komitet Rewolucyjny Polski).
Боротьбою за перерозподіл колоній та сфер впливу у першу чергу була викликана також війна 1914—1918 років. Головними були суперечності між Англією і Німеччиною, анексія Ельзасу та Лотарингії, прагнення Росії до Константинополя. Як привід для боротьби використовувався також той факт, що російський царизм був останнім оплотом загальноєвропейської реакції, що дозволяло виставляти фактично грабіжницьку війну як «майже визвольну» і проголошувати захист батьківщини від «російського варварства».
У Сибіру Росія поводила політику, що вела до вимирання місцевого населення. Московська влада також боялася посилення регіональної влади околиць Російської імперії.
Зіткнення інтересів Росії та Англії у Середній Азії, на Близькому Сході та на Балканах. Афганістан, Індія.
За розмірами колоніальної експансії у цей період перед ведуть Англія та Франція.
Площа колоніальних володінь Англії зростає більш ніж на 10 млн км²:
- у Африці це Золотий берег і острів Сокотра (1876), Трансвааль (1877, 1900), Єгипет (1882) та Єгипетський Судан (1899), частина Сомалі (1884), Бечуаналенд (1885, 1889), Занзібар (1890, Ньясса (1891), Уганда (1894), Ашанті (1896), Північна та Південна Нігерія (1885, 1900), Кенія (1896—1906);
- у інших частинах земної кулі: острови Фіджі (1874) та Тонга (1899), Кіпр (1878), Малакка (1874—1908), північна частина острова Борнео (1888) та деякі інші території.

Франція в той самий час надбала собі близько 10 млн км².
Росія до початку 80-х років 19 ст. закінчує колонізацію Кавказу, а до 1895 року збільшує свою територію на понад 1 млн км².
Діяльність держав — учасниць Першої світової війни мала загарбницький характер з боку обох ворожих блоків. Українські землі були об'єктом їх експансії. На них претендували Росія, Австро-Угорщина, Німеччина і Румунія.
У часи існування Радянського Союзу комуністична влада усвідомлювала незавершеність процесу колонізації земель Сибіру та Далекого Сходу, що складали близько 20 % території країни, і спрямовувала свою політику у відповідному напрямку.
Запросивши до себе комісара Ліги Націй у Данціґу Карла Буркхардта напередодні Другої світової війни, А. Гітлер прямо заявив йому: «Мені потрібна Україна». У перші дні Німецько-радянської війни (1941) керівництво СРСР пропонувало А. Гітлеру частину українських земель, щоб загасити конфлікт, але Гітлер вже не бажав домовлятися.

### Становище підкорених народів
Російські більшовики, із пропагандистською метою, характеризуючи Російську імперію і колоніальну політику її уряду, називали Росію «тюрмою народів» і стверджували, що «все підводилося насильно під один ранжир, на усі народи, що населяли імперію, одягалося однакове ярмо, заборонялася національна мова, знищувалася національна культура. До гонінь на національності приєднувалися також гоніння релігійні». За часів Олександра III у сектантів, — духоборів, греко-католиків та ін., — почали відбирати дітей для виховання їх у православній вірі.

Ось як характеризував становище національних меншин у Російській імперії відомий на той час (1914) політичний діяч В. Ульянов: 
…Чи є у нас тяжіння «інородців» до об'єднання з великорусами під загрозою гіршого національного гніту? 

<…> Росія — держава з єдиним національним центром, великоруським. Великоруси займають гігантську суцільну територію, досягаючи по чисельності приблизно 70 мільйонів чоловік. Особливість цієї національної держави, по-1-ше, та, що «інородці» (які становлять у цілому більшість населення — 57 %) населяють саме окраїни; по-2-ге, та, що пригноблення цих інородців значно сильніше, ніж у сусідніх державах (і навіть не тільки в європейських); по-3-тє, та, що в цілому ряді випадків пригноблені народності, які живуть по окраїнах, мають своїх сородичів по той бік кордону, які користуються більшою національною незалежністю (досить згадати хоча б по західному і південному кордону держави — фінів, шведів, поляків, українців, румунів); по-4-те, та, що розвиток капіталізму і загальний рівень культури нерідко вищі в «інородницьких» окраїнах, ніж в центрі держави
.

### Експансія колонізаторів у релігійній сфері

#### Політика православної Російської імперії щодо мусульманського і греко-католицького населення захоплених територій
За правління Олександра III у Холмщині вживалися насильницькі дії для навернення греко-католицького українського населення до православ'я. За вказівкою уряду на українських землях розповсюджувалися звернення до царя із проханням про «відновлення православ'я». Підписи під зверненнями добувалися залякуванням та силою: тих, хто відмовлявся, штрафували, ув'язнювали до тюрем, шмагали батогом, засилали до інших місцевостей. У такий спосіб формально було «відновлено православ'я», греко-католики оголошені православними. Був встановлений поліційний нагляд, щоб запобігти таємному відновленню обрядів віруючими. Для виховання «у православному дусі» в греко-католиків відбирали дітей. У Холмі був побудований новий православний собор, що його спеціально відвідав імператор Олександр 1888 року.

## Колоніальна політика інших держав щодо України

### Колоніальна політика Польщі щодо України
Заходи, що їх вживав польський уряд для безперешкодного володарювання на українських землях, мали на меті цілковите загарбання українських земель та підкорення народу, тобто були колоніальними. Колоніальна політика Речі Посполитої у середині XVII ст. довела ситуацію в Україні до загальнонародного виступу.

### Колоніальна політика Росії щодо України
Протягом усього часу від 1654 року до наших днів колонізаторська політика Росії на українських етнічних землях мала на меті позбавлення українців почуття національної самобутності й здатності до самовизначення.

#### XVIII століття
Колоніальна політика Російської імперії у XVIII ст. на Лівобережжі та Слобожанщині характеризувалася тотальним та безперервним наступом самодержавства на права Гетьманщини. Метою наступу була повна ліквідація української автономії та анексія — інкорпорація її земель до складу імперії. На українських землях, що входили до складу Російської імперії, провадилася великодержавна колоніальна політика царського уряду та поміщиків.
Офіційна політика в українському питанні у часі поділялася на кілька етапів, що характеризувалися різними формами, методами, інтенсивністю та результативністю імперської експансії. Але поступальність процесу нищення залишків української автономії зберігалася постійно.
Великодержавна колоніальна політика на українських землях особливо посилилася у часи правління Катерини II: були ліквідовані залишки автономії України, обумовленої у договірних статтях; влада гетьмана, що контролювалася царським урядом, ставала все більш формальною; від 1764 року гетьманство було скасоване; Запорозька Січ була ліквідована; козацьке військо переведене на регулярне царське; на Лівобережжі, замість поділу на полки, сотні та курені, створено намісництва; царський указ 1783 року закріпачував українських селян.

#### XIX століття
На той час Австро-Угорська та Російська імперії були країнами-метрополіями щодо українських земель, повністю позбавлених будь-яких ознак державності. Українські землі були вже повністю перетворені на колонії цих держав.

## Сучасна колоніальна політика

### Колоніальна політика Росії

#### Щодо України
Один із сучасних російських ідеологів О. Дугін, в навчальному посібнику, надрукованому відповідно до рішення кафедри Соціології міжнародних відносин соціологічного факультету МДУ, формулює завдання «інтегрувати до єдиного стратегічного простору Росію, Україну та Білорусь». А для перетворення Росії «у глобальну світову силу» інтеграція України вказується як «необхідна умова». У книзі ж «Основи геополітики» більш відверто формулюються принципи російського неоколоніалізму: «Існування України у нинішніх кордонах та із її нинішнім статусом „суверенної держави“ тотожне нанесенню жахливого удару по геополітичній безпеці Росії…», а також формулюється висновок, що «Подальше існування унітарної України неприпустиме».

#### Колоніальна політика у Російській Федерації
На думку Віктора Шатрова регіональні реформи Володимира Путіна перетворили Росію на уніфіковану, забюрократизовану й корумповану неоімперію, де суб'єкти Федерації перетворено на внутрішні колонії, які є лише ресурсними придатками метрополії.